# Singidunum

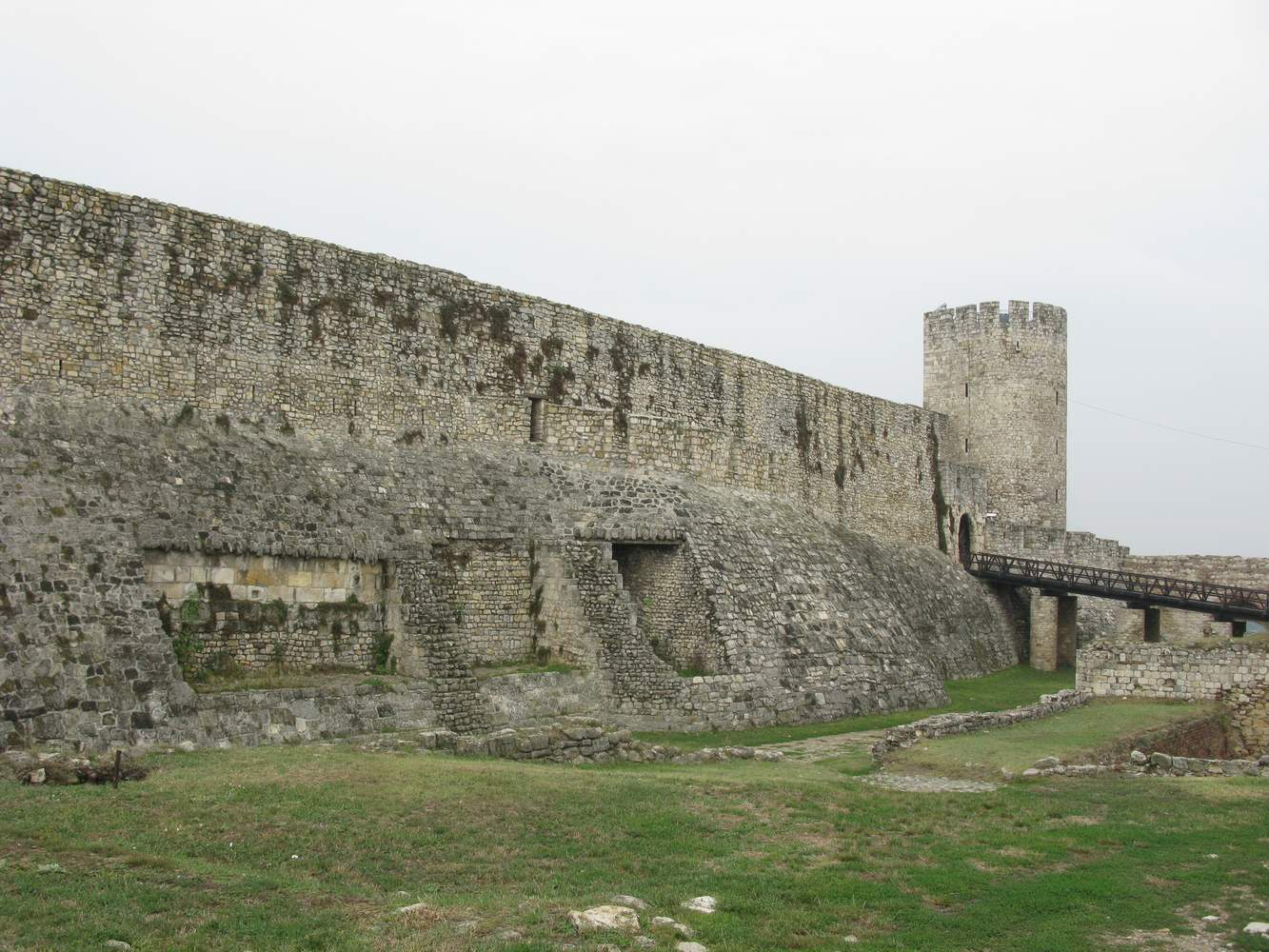
Rămăşiţele castrului roman din Singidunum.

Singidunum a fost un oraș antic roman locuit inițial de poporul celt scordiști în secolul III î.Hr. și mai apoi fortificat și romanizat. În locul lui se află actualmente capitala Serbiei, Belgrad.